# Neocompsa thelgema
Neocompsa thelgema är en skalbaggsart som beskrevs av Martins 1971. Neocompsa thelgema ingår i släktet Neocompsa och familjen långhorningar.
Artens utbredningsområde är:
- Costa Rica.
- Honduras.

Inga underarter finns listade i Catalogue of Life.